# 出雲大社相模分祠
出雲大社相模分祠（いづもおおやしろ／たいしゃ さがみぶんし）は、神奈川県秦野市平沢にある神社。名の通り出雲大社の分社である。通称「関東のいづもさん」。第80代国造・千家尊福公に請願して創立された。「翼幣殿」と呼ばれる長い幣殿が特徴。

## 来歴
- 1888年（明治21年） - 出雲大社相模分院として創立
- 1890年（明治23年） - 大住郡渋沢村（現・秦野市渋沢地区）に社殿建立
- 1975年（昭和50年） - 火災で失われた本殿を現在地に再建
- 1979年（昭和54年） - 幣殿・拝殿・参集殿が建造される
- 1991年（平成3年） - 分祠へと昇格。出雲大社相模分祠となる

## アクセス
- 小田急電鉄小田原線秦野駅よりバス停「保健福祉センター前」にて下車徒歩5分ほど
- 東名高速道路・秦野中井インターチェンジより10分ほど。付近には神奈川県道62号平塚秦野線が通っている。